# Romance asesino
Romance asesino (en hangul, 킬링 로맨스; romanización revisada, Killing Lomaenseu)  es una película musical de suspenso surcoreana de 2023. Fue dirigida por Lee Won-suk y protagonizada por Lee Hanee, Lee Sun-kyun y Gong Myung, y se estrenó el 14 de abril de ese año. Descrita como «una historia de amor, un musical, un complot de asesinato y un millón de cosas entre medias», la película sigue a una exestrella de cine que forma equipo con su vecina adolescente súper fan en un intento de escapar de su matrimonio tóxico con un personaje caricaturesco, un villano magnate inmobiliario.

## Trama
Hwa Yeo-rae es una actriz que se hizo famosa publicitando una marca de refrescos. Protagonizó varias películas exitosas, aunque la última fue mal recibida: sus seguidores criticaron su actuación y se burlaron de la frase que repetía en ella. Angustiada, Yeo-are huye a la isla tropical ficticia de Qualla, donde conoce a un promotor inmobiliario demasiado bueno para ser auténtico, Jonathan Na. Los dos se casan y regresan a Seúl, donde Jonathan se revela como un marido controlador y obsesionado con su estatus, cuyas excentricidades (como los diversos bigotes falsos prediseñados que usa o su eslogan «¡Es bueno!») irritan a Yeo-rae. Deprimida y sola, Yeo-rae se retira de su carrera como actriz. Algunos fans, sin embargo, permanecen leales y cantan un tema musical que crearon para la estrella. Uno de ellos es el vecino de Yeo-rae, Beom-woo (un adolescente sin inspiración y que no logra acceder a la universidad habiendo suspendido tres veces el CSAT) quien, en un encuentro casual con Yeo-rae, comienza a ayudarla a planear el asesinato de su marido.
Los dos comienzan a comunicarse en secreto. Varios planes, como un ataque de alergia, un accidente automovilístico y lesiones provocadas por un avión de papel, se descartan antes de inclinarse por usar el ego de Jonathan en su contra. Yeo-rae lleva a su marido a un jjimjilbang y, junto con Beom-woo, lo desafía a sudar hasta morir en la sauna. Aunque el plan va bien encaminado, Beom-woo no puede culminar el asesinato y salva a Jonathan en el último momento. Agradecido por ello, e ignorando la verdadera identidad de Beom-woo, Jonathan inicia una amistad con él, invitándolo a cenar mientras Yeo-rae realiza un segundo intento, volviendo a la idea anterior del ataque de alergia. Pero tampoco tiene éxito, y Yeo-rae se despide entre lágrimas de Beom-woo mientras planea mudarse permanentemente a Qualla con Jonathan, donde este está construyendo su nuevo parque temático. Sintiéndose culpable, Beom-woo va a la isla a rescatarla, pero no lo consigue. Yeo-rae, incluso después de saltar de un acantilado para escapar de su marido, se queda atrapada en la isla, junto con algunos avestruces cuyo hábitat ha sido destruido con la construcción del parque temático de Jonathan.
La pareja finalmente regresa a Seúl para promocionar la apertura del parque. Al ver la publicidad del acto, Beom-woo encuentra la inspiración para ayudar a Yeo-rae a ser finalmente libre, y recluta a algunos amigos para asistir al mismo. Cuando llegan, Jonathan y su equipo de seguridad parecen llevar ventaja, pero la llegada de un pequeño grupo de fieles seguidores de Yeo-rae, cantando su canción más famosa, cambia el rumbo de los acontecimientos. Mientras Jonathan intenta llegar a Yeo-rae, un avestruz vengativo que lo ha seguido desde la isla se abalanza sobre él y se lo lleva. Yeo-rae hace un regreso semiexitoso a la actuación y los que eran sus fans desde mucho tiempo atrás siguen con entusiasmo el nuevo impulso que toma su carrera.
Una escena después de los créditos del filme muestra a Jonathan quemado por el sol y deshidratado, llamando desesperadamente a su guardaespaldas mientras flota en medio del océano.

## Reparto
- Lee Ha-nee como Hwang Yeo-rae.[3][4][5]
- Lee Sun-kyun como Jonathan Na.[6]
- Gong Myung como Kim Beom-woo.[7]
- Bae Yoo-ram como Lee Yeong-chan.[8][9]
- Shim Dal-gi como Bo-ri (y voz del avestruz).[10][11][12]
- Baek Hyun-sook como Susan B.
- Shin Min-jae como Tae-kyung.
- Joo Kwang-hyun como Oh-soo.
- Andrew Bishop como Bob.[12]
- Baek Hyun-mi como Susan A.[12]
- Baek Hyun-sook como Susan B.[12]
- Debbie Reed como una abuela norteamericana.[12]
- Lip J.[12]

### Apariciones especiales
- Oh Jung-se como propietario del jjimjilbang.[10][13]
- Choi Deok-moon como el director Choi.[14]

## Producción
Filmada a principios de la pandemia de Covid-19, el director y el equipo pasaron por dificultades para conseguir permisos en los lugares de rodaje, lo que obligó a rehacer una escena para que tuviera lugar en un jjimjilbang en lugar de en un yate, como estaba previsto. Una canción clave para la película, basada en el éxito de 2008 del cantante y actor coreano Rain,  «Rainism», fue regrabada por el artista original de la película gracias a la amistad de la estrella Lee Ha-nee con la esposa de Rain. El director «se enfrentó con Warner Brothers, productora de la película, sobre su duración, y cuando entregó un montaje final, el estudio se mostró reacio incluso a estrenarlo».
La película se presentó en una vista previa para la prensa el 10 de abril de 2023, en la entrada de la Universidad Lotte Cinema Konkuk en Seúl, con la asistencia de los actores Lee Ha-nui y Lee Sun-gyun y del director Lee Won-seok.

## Recepción y taquilla
Estrenada en Corea del Sur el 14 de abril de 2023, la película recaudó 467.905 dólares en su primer fin de semana, 1.383.439 dólares a nivel nacional hasta julio de 2023. A pesar de una mala calificación y críticas iniciales desfavorables, la película ganó fuerza en Twitter y desde entonces ha ganado estatus de culto en Corea, con algunos cinéfilos viajando horas en autobús para ver la película y otros que la han visto hasta dieciocho y veinte veces. A nivel internacional, la película ha recibido críticas muy positivas. En el Festival de Cine del Extremo Oriente en Italia, donde la película hizo su estreno mundial, la película fue descrita como «un cruce entre Memorias de Matsuko y las películas de Wes Anderson... que grita "película de culto"».
El 25 de abril la película había recibido a 140 000 espectadores, una cifra modesta que se nutría en particular del apoyo recibido en redes sociales.Al final de su período de exhibición, había vendido 191 650 entradas en 998 salas, con una recaudación del equivalente a 1 370 266 dólares, quedando por este concepto en la trigésimo quinta posición entre las películas surcoreanas estrenadas en el año.
Killing Romance hizo su estreno en Norteamérica como selección de la noche de apertura del Festival de Cine Asiático de Nueva York el 14 de julio de 2023. La estrella de la película, Lee Ha-nee, ganó el premio Best from the East 2023 de la NYAFF, que distingue una actuación singularmente destacada en una película, por su «actuación cómica absolutamente deslumbrante como una exsuperestrella cuyo posible matrimonio de ensueño la lleva a las profundidades de un infierno existencial, y vuelve a demostrar que la actriz es un fenómeno de la naturaleza». El director Lee Won-suk había ganado previamente el Premio del Público 2015 de NYAFF por su segundo largometraje, The Royal Tailor.
La película tiene una calificación de 6,3/10 en IMDb y una calificación del 77 % en el sistema de calificación Golden Egg de la cadena de películas coreana CGV. Indiewire la describió como una de las mejores películas del Festival de Cine Asiático de Nueva York de 2023.

## Premios y nominaciones
| Año  | Premios           | Categoría                 | Candidato     | Resultado | Ref.   |
| ---- | ----------------- | ------------------------- | ------------- | --------- | ------ |
| 2023 | Buil Film Awards  | Premio artístico/técnico  | Shin Yu-jin   | Nominada  |        |
| 2023 | Grand Bell Awards | Mejor diseño de vestuario | Yoon Jung Hee | Ganadora  | [ 29 ] |
| 2023 | Grand Bell Awards | Mejor dirección artística | Shin Yu-jin   | Nominada  | [ 30 ] |